# Serpentari pitnegre
El serpentari pitnegre (Circaetus pectoralis) és un ocell rapinyaire de la família dels accipítrids (Accipitridae). Habita sabanes, matoll espinós i boscos clars de l'Àfrica oriental i meridional, des d'Eritrea, Etiòpia i sud-est del Sudan, i des del sud del Congo, cap al sud fins a Sud-àfrica. El seu estat de conservació es considera de risc mínim.
S’assembla a altres àguiles que s'alimenten de serps i antigament es considerava que pertanyia a la mateixa espècie que l'àliga marcenca i el serpentari del Sahel, amb les quals està estretament relacionat.

## Identificació
El principal tret distintiu d’aquest ocell és el color marró-negre fosc que cobreix les plomes del cap i el pit al qual li deu el seu nom. Es distingeix del serpentari del Sahel i de l'àguila marcenca per les seves parts inferiors uniformes i blanques, en contrast amb la panxa fosca de la marcenca i les parts inferiors estretament barrades del serpentari del Sahel.

## Distribució
Aquesta espècie té una distribució afrotropical i es pot trobar a tota l'Àfrica meridional i oriental, des d'Etiòpia i Sudan al nord fins a Sud-àfrica al sud, que va des de l’oest fins al sud de la República Democràtica del Congo i el sud-est de Gabon. Es tracta d’un migrant parcial, amb moltes poblacions del sud de l'Àfrica i l'Àfrica oriental que semblen residir-hi durant tot l’any, mentre que l'espècie només s’ha registrat com a visitant reproductor al Sudan i com a visitant en gran part no reproductor a Etiòpia i el Transvaal, on es considera localment nòmada. Tot i això, s’han registrat moviments estacionals fins i tot en zones on es considera que l'espècie és resident, per exemple a Zimbàbue, on hi ha una afluència d’ocells durant els mesos secs d’hivern.